# Taurocerastes patagonicus
Taurocerastes patagonicus is een keversoort uit de familie mesttorren (Geotrupidae). De wetenschappelijke naam van de soort werd in 1866 gepubliceerd door Rodolfo Amando Philippi.